# Iscoed House

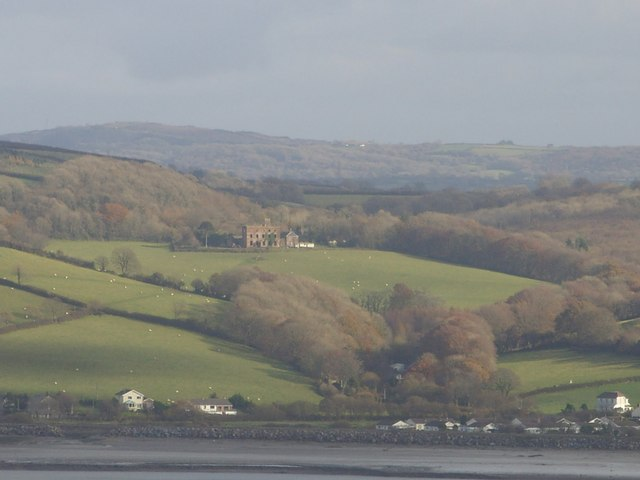
Blick über die Carmarthen Bay auf die Ruine des Herrenhauses

Iscoed House ist die Ruine eines Herrenhauses in Wales. Die als Kulturdenkmal der Kategorie Grade II klassifizierte Ruine liegt nahe dem Weiler St Ishmael, etwa 2 km nordöstlich von Ferryside in Carmarthenshire. 

## Geschichte
Richard Mansel, ein jüngerer Sohn von Francis Mansel von Muddlescombe, hatte 1613 Catherine Morgan, die Tochter von Rees Morgan von Iscoed geheiratet, die schließlich das Anwesen erbte. 1772 begann William Mansel, 9. Baronet, nach Entwürfen von Anthony Keck mit dem Bau eines neuen Herrenhauses. Das Haus wurde aus Ziegeln errichtet, was für die Region zu dieser Zeit ungewöhnlich war. Die Ziegel wurden per Schiff von Bridgwater in Südwestengland nach Kidwelly und von dort zur Baustelle gebracht. Nach Mansels Tod 1804 wurde das unvollendete Haus sowie der dazugehörige Grundbesitz für £ 30.000 an General Thomas Picton verkauft, der den Bau vollenden ließ. Dessen Nachfahren verkauften das Haus 1919 an den Architekten Glendining Moxham aus Swansea, der kleinere Umbauten vornehmen ließ. Nach dem Zweiten Weltkrieg diente das Haus als Wohnungen für die Gemeinde. Nach 1957 war das Haus unbewohnt und verfiel. Der Südflügel wurde um 1979 teilweise restauriert, doch heute ist das Haus eine dachlose Ruine. Die 1958 noch teilweise erhaltene Innenausstattung mit Stuckdecken und einem großen Treppenhaus ist zerstört.

## Anlage
Das im georgianischen Stil errichtete Landhaus liegt auf einer Anhöhe am Ostufer der Carmarthen Bay. Das symmetrisch angelegte dreigeschossige Haupthaus besitzt einen Eingangsvorbau und ist durch hohe Begrenzungsmauern mit zwei zweigeschossigen Seitenflügeln verbunden, die zusammen mit einem Wirtschaftsflügel einen Hof umschließen. Die Zufahrt zum Innenhof führte durch einen Torbogen im Wirtschaftsflügel. Das Haus war von einem ummauerten Garten mit Küchengarten, Obstwiese und Gartenhaus umgeben.